# Nelipivka (Bajmut)
Nelipivka (en ucraniano: Неліпівка; en ruso: Нелеповка, romanizado: Nelepovka) es una ciudad ucraniana perteneciente al óblast de Donetsk. Situada en el este del país, formaba parte del municipio de Niu York hasta 2015, aunque ahora es parte del raión de Bajmut y del municipio (hromada) de Toretsk. Nelipivka forma parte de la conglomeración Toretsk-Górlivka-Yenákiyeve.

## Geografía
Nelipivka está situado a orillas del río Krivi Torez, 5 km al sur de Toretsk y 43 km al norte de Donetsk.

## Historia
El lugar pertenece al Municipio del Consejo de Asentamiento de Novhorodske (ubicado a 6 km al sureste), que a su vez es parte del Municipio de Toretsk.  
El lugar ya existía antes de la Primera Guerra Mundial. En 1957 se le concedió el estatus de asentamiento de tipo urbano. 
En julio de 2014, durante el transcurso de la guerra del Dombás, hubo operaciones de combate con varios muertos en el asentamiento pero Ucrania logró tomar y mantener Nelipivka de los separatistas prorrusos.

## Demografía
La evolución de la población de Nelipivka entre 1959 y 2022 fue la siguiente:
| 2004                                                          | 1977 | 1340 | 1348 | 1288 | 1128 | 1104 | 1096 | 1065 | 1022 | 977 |
| (Fuente: Cities & Towns of Ukraine y UKRAINE: Größere Städte) |      |      |      |      |      |      |      |      |      |     |

Según el censo de 2001, la distribución lingüística de los habitantes de Nelipivka es la siguiente: el 81,99% tienen como lengua materna el ucraniano y el 17,16% el ruso.